# Vinburnine
Vinburnine (hay eburnamonine, Vincamone) là một thuốc giãn mạch. Vincamone là một vinca alkaloid và là chất chuyển hóa của vincamine.